# リトル・ニキータ
『リトル・ニキータ』（原題：Little Nikita）は、1988年制作のアメリカ合衆国の映画。リヴァー・フェニックス、シドニー・ポワチエらが出演。2人は1993年の映画『スニーカーズ』でも共演している。

## あらすじ
カリフォルニアに住む愛国的な高校生ジェフは高校卒業後、軍への入隊を決意、両親に内緒で空軍士官学校に入学願書を出す。
しかし、この事によって、彼の両親リチャードとエリザベスがソ連のスパイではないかという疑惑が持ち上がり、FBIのパーメンター捜査官は彼らの身辺調査を行う。
実はリチャードとエリザベスは、ソ連から送り込まれたスパイで、指令が下るまでは一般市民として普通の生活をしている、いわゆる“スリーパー”だった。ジェフはパーメンターから両親の秘密と自分の本名が“ニキータ”である事を知り、ショックを受け、両親と国家の間で揺れ動く。
その頃、かつて自らが送り込んだスリーパーたちに連絡をとるため、KGB工作員のコンスタンティンがアメリカに潜入した。
やがてジェフはコンスタンティンに誘拐され、スパイ戦に巻き込まれていく。

## キャスト
※括弧内は機内版の日本語吹替
- ジェフ・グラント：リヴァー・フェニックス（三ツ矢雄二）
- ロイ・パーメンター：シドニー・ポワチエ（田中信夫）
- スキューバ：リチャード・リンチ(沢木郁也)
- エリザベス・グラント：キャロライン・カヴァ（火野カチコ）
- コンスタンティン・カルポフ：リチャード・ブラッドフォード（加藤正之）
- リチャード・グラント：リチャード・ジェンキンス（嶋俊介）
- バーバラ：ルーシー・ディーキンズ(鈴木祐子)
- ヴァーナ：ロレッタ・デヴァイン(長島涼子)
- ブリューワー：ジェリー・ハーディン(小関一)

- 日本語版スタッフ
  - 演出:福永莞爾 翻訳:岩佐幸子 制作:東北新社